# Max Hänle
Max Hänle (* 16. Dezember 1843 in Ehingen (Donau); † 15. Mai 1914 in Ravensburg) war ein württembergischer Oberamtmann.

## Leben
Hänle, Sohn eines Sattlermeisters und katholischer Konfession, studierte nach dem Abitur 1863 am Gymnasium Ehingen von 1863 bis 1867 Regiminalwissenschaften in Tübingen. Hier wurde er Mitglied der Landsmannschaft Schottland. Er legte 1869 die erste und 1871 die zweite höhere Dienstprüfung ab. Er leistete 1864, 1866 und 1870 Militärdienst.
Er trat in die württembergische Innenverwaltung ein. Von 1876 bis 1877 leitete er als Oberamtsverweser das Oberamt Wangen. Danach war er von 1878 bis 1883 Amtmann beim Oberamt Ravensburg. 1883 war er Kollegialhilfsarbeiter bei der Regierung des Donaukreises.
Er war Oberamtsverweser bei den Oberämtern Waiblingen von 1883 bis 1884 und Brackenheim von 1884 bis 1885. Danach leitete er als Oberamtmann die Oberämter Geislingen von 1885 bis 1892 und Ravensburg von 1892 bis 1913. 1894 wurde er Regierungsrat und 1899 Kollegialrat.

## Auszeichnungen
- Karl-Olga-Medaille
- Silber Jubiläums-Medaille
- 1897: Ritterkreuz 1. Klasse des Friedrichsordens
- 1913: Ritterkreuz des Ordens der Württembergischen Krone